# Вельяминов, Третьяк Григорьевич
Третьяк Григорьевич Вельяминов — боярский сын, дворянин московский, голова и воевода XVI века на службе царя всея Руси и великого князя Московского Фёдора I Иоанновича и Бориса Годунова.
Единственный сын Г. И. Вельяминова. Внук И. Г. Вельяминова.
В июле 1591 года после бегства крымского хана Казы-Гирея Боры от Москвы был послан в числе других воевод и голов «…итти за крымским царём и промышляти над крымским царём». Через несколько дней Г. И. Вельяминов прислал в Москву сына боярского Мясного-Кармана с донесением, что «головы Третьяк Вельяминов с товарыщи крымского царя Казы-Гирея сошли меж Тулы и Дедилова и на крепостях у крымского царя у Казы-Гирея многих крымских людей побили и многия язык поимали, да и языки прислали».
В марте 1598 прислан воеводой «по крымским вестем» в Ряжск. В апреле участвовал в должности головы вместе с отцом в Серпуховском походе царя Бориса Годунова против крымского хана Казы-Гирея Боры.
В 1599 служил воеводой в Ельце, затем переведен в Ряжск, откуда осенью отправлен «дописывать Резань».
В 1602 году служил 2-м воеводой в Ивангороде.